# Coppa delle Coppe d'Africa 2002
La Coppa delle Coppe d'Africa 2002 è stata la 28ª edizione della competizione. La stagione è iniziata il 2 febbraio 2002 ed è finita il 8 dicembre 2002.
I marocchini del Wydad Casablanca hanno trionfato per la prima volta.

## Turno preliminare
| Squadra 1                   | Totale | Squadra 2           | Andata | Ritorno |
| --------------------------- | ------ | ------------------- | ------ | ------- |
| Akokana FC                  | 1 - 3  | Gazelle FC          | 0 – 0  | 1 – 3   |
| Atlético Malabo             | w/o    | Sara Sport          | –      | –       |
| Les Citadins FC             | 6 - 3  | Stade Centrafricain | 4 – 0  | 2 – 3   |
| Polisi SC                   | 2 - 1  | Guna Trading FC     | 0 – 0  | 2 – 1   |
| US de Beau Bassin-Rose Hill | 4 - 3  | Extension Gunners   | 3 – 2  | 1 – 1   |

## Primo turno
| Squadra 1                   | Totale               | Squadra 2           | Andata | Ritorno |
| --------------------------- | -------------------- | ------------------- | ------ | ------- |
| Gazelle FC                  | 1 - 6                | USM Alger           | 0 – 0  | 1 – 6   |
| Kaloum Stars                | 3 - 7                | AS Mangasport       | 2 – 2  | 1 – 5   |
| Express FC                  | 3 - 3 (1 - 4 d.c.r.) | Ghazl El-Mahalla SC | 2 – 1  | 1 – 2   |
| Atlético Malabo             | 2 - 5                | Al-Ahly             | 2 – 2  | 0 – 3   |
| Sonacos                     | 0 - 3                | Wydad Casablanca    | 0 – 0  | 0 – 3   |
| Mamahira AC                 | 0 - 6                | Alliance Bouaké     | 0 – 4  | 0 – 2   |
| Les Citadins FC             | 1 - 4                | Fovu Baham          | 1 – 3  | 0 – 1   |
| Dolphins FC                 | 1 - 2                | AS Police           | 1 – 0  | 0 – 2   |
| Polisi SC                   | 0 - 9                | Hammam-Lif          | 0 – 2  | 0 – 7   |
| AFC Leopards                | 0 - 1                | Al-Mourada SC       | 0 – 1  | 0 – 0   |
| Kaizer Chiefs               | DQ                   | US Transfoot        | 4 – 0  | –       |
| US de Beau Bassin-Rose Hill | 0 - 1                | SS La Jeanne d'Arc  | 0 – 1  | 0 – 0   |
| Asante Kotoko               | 4 - 2                | Sonangol do Namibe  | 2 – 0  | 2 – 2   |
| CD Maxaquene                | 3 - 3                | Santos FC           | 3 – 1  | 2 – 0   |
| Zanaco FC                   | 4 - 4                | AS Vita Club        | 4 – 1  | 0 – 3   |
| Shabanie Mine               | 1 - 3                | St Michel United    | 1 – 0  | 0 – 3   |

## Secondo turno
| Squadra 1          | Totale               | Squadra 2           | Andata | Ritorno |
| ------------------ | -------------------- | ------------------- | ------ | ------- |
| AS Mangasport      | 1 - 3                | USM Alger           | 1 – 2  | 0 – 1   |
| Al-Ahly            | 2 - 3                | Ghazl El-Mahalla SC | 2 – 1  | 0 – 2   |
| Alliance Bouaké    | 1 - 6                | Wydad Casablanca    | 1 – 1  | 0 – 5   |
| AS Police          | 0 - 0 (4 - 3 d.c.r.) | Fovu Baham          | 0 – 0  | 0 – 0   |
| Al-Mourada SC      | 3 - 0                | Hammam-Lif          | 2 – 0  | 1 – 0   |
| SS La Jeanne d'Arc | DQ                   | US Transfoot        | 2 – 0  | 1 – 0   |
| Santos FC          | 4 - 4                | Asante Kotoko       | 3 – 3  | 1 – 1   |
| St Michel United   | 1 - 3                | AS Vita Club        | 0 – 1  | 1 – 2   |

## Quarti di finale
| Squadra 1     | Totale | Squadra 2           | Andata | Ritorno |
| ------------- | ------ | ------------------- | ------ | ------- |
| Al-Mourada SC | 0 - 4  | AS Police           | 0 – 1  | 0 – 3   |
| Asante Kotoko | 5 - 4  | Ghazl El-Mahalla SC | 3 – 0  | 2 – 4   |
| AS Vita Club  | 2 - 3  | Wydad Casablanca    | 1 – 0  | 1 – 3   |
| US Transfoot  | 3 - 11 | USM Alger           | 1 – 3  | 2 – 8   |

## Semifinali
| Squadra 1        | Totale | Squadra 2 | Andata | Ritorno |
| ---------------- | ------ | --------- | ------ | ------- |
| Asante Kotoko    | 7 - 2  | AS Police | 4 – 0  | 3 – 2   |
| Wydad Casablanca | 2 - 2  | USM Alger | 0 – 0  | 2 – 2   |

## Finale
L'andata della finale si è disputata il 16 novembre 2002, il ritorno l'8 dicembre.
| Squadra 1        | Totale | Squadra 2     | Andata | Ritorno |
| ---------------- | ------ | ------------- | ------ | ------- |
| Wydad Casablanca | 2 - 2  | Asante Kotoko | 1 – 0  | 1 – 2   |